# Ulla Lindkvist
Ulla Maria Lindkvist, född 30 augusti 1939, död 6 augusti 2015 i Flen, var en svensk orienterare.
Lindkvist vann EM i orientering 1962 och VM i orientering 1966. Hon försvarade sin VM-titel 1968. Hon vann också Nordiska mästerskapen fem gånger mellan åren 1961 och 1973. Hon har dessutom ett VM-silver, ett EM-brons och två NM-silver. På hennes meritlista finns också tio SM-guld och en mängd framgångar i budkavle. Hon blev utsedd till Årets idrottskvinna 1963. Under sin storhetstid vann hon även O-ringen åtta år i rad (1967–1974).
Ulla var även en elitspelare i bandy. Hon var aktiv i flera säsonger för Katrineholms SK, och vann bland annat SM-guld 1974.
Lindkvist tävlade för klubben OK Tjärnen hemmahörande i Hälleforsnäs.